# Raionul Ogre
Ogre este un raion în Letonia.